# Luc Frieden
Luc Frieden (n. 16 septembrie 1963, Esch-sur-Alzette, Luxemburg) este un politician și avocat luxemburghez, care ocupă funcția de prim-ministru al Luxemburgului din noiembrie 2023. Membru al Partidului Popular Creștin Social (CSV), a deținut numeroase funcții ministeriale în guvernul luxemburghez între 1998 și 2013, remarcându-se în special ca ministru al Trezoreriei și Bugetului în perioada tranziției de la franc la euro și ca ministru al Finanțelor în timpul crizei datoriei europene. Frieden a fost președinte al Camerei de Comerț din Luxemburg și al Eurochambres, federația europeană a camerelor de comerț și industrie.
La începutul anului 2023, a fost ales candidat principal al CSV pentru alegerile legislative din octombrie. A condus partidul către victorie, obținând o ușoară creștere a procentului de voturi și menținând cele 21 de mandate, în timp ce guvernul Bettel II și-a pierdut majoritatea din cauza declinului Verzilor. În consecință, la 9 octombrie 2023, a fost desemnat de Marele Duce Henri să formeze un nou guvern de coaliție și, la 17 noiembrie, i-a succedat lui Xavier Bettel în funcția de prim-ministru, acesta din urmă devenind viceprim-ministru și ministru al Afacerilor Externe.

## Biografie
Frieden a absolvit studiile liceale la Athénée de Luxembourg, după care a urmat o pregătire universitară internațională în Franța, Regatul Unit și Statele Unite. A obținut o diplomă în drept comercial la Universitatea Paris 1 Panthéon-Sorbonne, un master în drept comparat la Queens' College, Cambridge și un Master of Laws la Harvard Law School.
Pe lângă limba luxemburgheză, vorbește fluent engleza, germana și franceza și are o bună cunoaștere practică a limbii neerlandeze, limba maternă a soției sale.

## Camera Deputaților (1994–1998)
În 1994, Frieden a fost ales în Camera Deputaților din Luxemburg din partea Partidului Creștin-Democrat (CSV – PPE), devenind, la vârsta de treizeci de ani, cel mai tânăr membru al forului legislativ de la acea vreme. În Parlament, a prezidat Comisia de Finanțe și Comisia Constituțională și a fost o figură centrală în procesul care a condus la înființarea unei curți constituționale și a unor instanțe administrative independente în Luxemburg.

## Ministru (1998–2013)
În 1998, la vârsta de 34 de ani, a devenit ministru al Justiției în guvernul condus de prim-ministrul Jean-Claude Juncker. A deținut, de asemenea, funcția de ministru al Trezoreriei și Bugetului între 1998 și 2009, ministru al Apărării între 2004 și 2006 și ministru al Finanțelor între 2009 și 2013.
În calitate de ministru al Trezoreriei și Bugetului, Frieden a fost responsabil de introducerea cu succes a euro ca monedă înlocuitoare a francului luxemburghez. În timpul Presedinției luxemburgheze a Consiliului Uniunii Europene din 2005, a prezidat Consiliul Miniștrilor Justiției și Afacerilor Interne (JAI). Ca ministru al Finanțelor, a reprezentat Luxemburgul în Consiliul Miniștrilor Economiei și Finanțelor (ECOFIN), precum și în Eurogrup, participând la stabilizarea zonei euro și la configurarea uniunii bancare europene.
Timp de 15 ani, Frieden a fost guvernator al Băncii Mondiale și, în 2013, a deținut funcția de președinte al Consiliului Guvernatorilor Fondului Monetar Internațional și al Grupului Băncii Mondiale.

## Cariera în sectorul privat (2014–2023)
Frieden s-a alăturat Deutsche Bank în calitate de vicepreședinte în septembrie 2014. Având sediul la Londra, a oferit consiliere consiliului de administrație și conducerii superioare în aspecte strategice legate de afacerile internaționale și europene. De asemenea, a fost președinte al consiliului de supraveghere al Deutsche Bank Luxembourg. A părăsit Deutsche Bank la începutul anului 2016.
Din 2016, Frieden este partener în cadrul casei de avocatură luxemburgheze Elvinger Hoss Prussen. Între 2019 și 2023, a fost și președinte al Camerei de Comerț din Luxemburg. În 2022, a preluat și președinția Eurochambres, federația europeană a camerelor de comerț și industrie.

## Funcția de prim-ministru (2023–prezent)
După revenirea sa în politică în 2023, Frieden a anunțat că va renunța la toate activitățile sale profesionale. A fost desemnat candidat principal al Partidului Popular Creștin Social din Luxemburg (CSV) pentru alegerile legislative naționale din octombrie.
A condus creștin-democrații către victorie, obținând 29,21% din voturi și 21 de locuri în Camera Deputaților. Deoarece guvernul Bettel II și-a pierdut majoritatea, Frieden a fost invitat de Marele Duce Henri, la 9 octombrie 2023, să formeze un guvern. A condus negocierile de coaliție între CSV și Partidul Democrat (DP) și i-a succedat lui Xavier Bettel în funcția de prim-ministru la 17 noiembrie 2023.
La 22 noiembrie 2023, Frieden și-a prezentat programul de guvernare pentru mandatul parlamentar în fața Camerei Deputaților. Reducerea birocrației, digitalizarea și modernizarea au fost cele trei concepte centrale evidențiate în discursul său. Printre priorități se numără recrutarea masivă de polițiști și dezvoltarea sistemului de supraveghere video, adoptarea unei reforme fiscale și creșterea rolului sectorului privat în sănătate.
Prima sa vizită oficială externă a fost la Olaf Scholz, la Berlin, pe 8 ianuarie 2024, în contextul unor proteste violente ale fermierilor germani. La 16 ianuarie 2024, revista Politico a publicat un articol în care Frieden afirma că dorește să construiască o relație mai bună cu Viktor Orbán și să îl viziteze, în pofida opoziției acestuia față de sprijinul UE pentru Ucraina. Declarațiile au stârnit critici, iar Frieden a susținut că a fost citat eronat.
La 26 februarie 2024, Frieden a călătorit la Paris, unde Emmanuel Macron organiza un summit de urgență privind situația din Ucraina, după pierderea orașului Avdiivka. Prim-ministrul ceh, Petr Fiala, a propus achiziția a 500.000 de obuze de artilerie pentru forțele lui Volodîmîr Zelenski.
La 21 martie 2024, în cadrul Summitului Energiei Nucleare 2024 de la Bruxelles, Frieden și-a exprimat deschiderea față de energia nucleară, rupând astfel un consens național îndelung menținut. Luxemburgul nu intenționează să construiască un reactor nuclear și continuă să facă lobby pe lângă țările vecine pentru închiderea reactoarelor din apropierea Marelui Ducat, dar Frieden a declarat că nu va dicta altor state cum să facă tranziția de la combustibilii fosili. El a subliniat importanța cercetării în domeniul noilor tehnologii nucleare. Această poziție a fost puternic criticată în Luxemburg, atât de ONG-urile de mediu, cât și de aproape toate partidele politice. S-a remarcat faptul că Serge Wilmes, ministrul mediului și membru al CSV, a confirmat în aceeași zi poziția anti-nucleară a Luxemburgului. În cadrul comisiei de mediu a Camerei Deputaților, la 27 martie 2024, Frieden și-a explicat punctul de vedere, ceea ce a fost perceput pe scară largă ca o retractare a declarațiilor făcute la Bruxelles și a fost criticat ca fiind lipsit de coordonare și arbitrar.

## Alte activități

### Consilii de administrație
- Banque Internationale à Luxembourg (BIL) – președinte al Consiliului de administrație (din 2016).
- Saint-Paul Luxembourg – președinte al Consiliului de administrație (2016–2019).

### Organizații non-profit
- Comisia Trilaterală – membru al Grupului European[22].

## Critici
În 2013, grupul luxemburghez pentru protecția investitorilor ProtInvest a trimis o scrisoare comisarului european pentru piața internă, Michel Barnier, în care critica decizia lui Frieden de a o numi pe consiliera sa principală, Sarah Khabirpour, în consiliul CSSF, autoritatea de reglementare financiară a țării.
În timpul campaniei electorale pentru alegerile legislative din octombrie 2023, politicianul LSAP Max Leners a publicat un pamflet de 80 de pagini despre trecutul politic al lui Frieden, criticând deportările de minori din perioada în care acesta era ministru al Justiției, opiniile sale privind legislația muncii, programul de lucru și pensiile, precum și implicarea sa în tax rulings dezvăluite de scandalul LuxLeaks.

## Viață personală
În 1992, Frieden s-a căsătorit cu avocata de origine neerlandeză Marjolijne Droogleever Fortuyn, pe care a cunoscut-o în timpul studiilor la Cambridge. Cei doi au împreună doi copii.